# آرثر أ. روس
آرثر أ. روس (بالإنجليزية: Arthur A. Ross)‏ هو كاتب سيناريو أمريكي، ولد في 4 فبراير 1920 في شيكاغو في الولايات المتحدة، وتوفي في 11 نوفمبر 2008 في لوس أنجلوس في الولايات المتحدة.

## وصلات خارجية
- آرثر أ. روس على موقع IMDb (الإنجليزية)
- آرثر أ. روس على موقع ألو سيني (الفرنسية)
- آرثر أ. روس على موقع أول موفي (الإنجليزية)
- آرثر أ. روس على موقع قاعدة بيانات برودواي على الإنترنت (الإنجليزية)
- آرثر أ. روس على موقع قاعدة بيانات برودواي على الإنترنت (الإنجليزية)
- آرثر أ. روس على موقع قاعدة بيانات الفيلم (الإنجليزية)
- آرثر أ. روس على موقع كينوبويسك (الروسية)